# Beripara Cove
Die Beripara Cove (englisch; bulgarisch залив Берипара saliw Beripara) ist eine 2,45 km breite und 1,8 km lange Bucht an der Südostküste von Liège Island im Palmer-Archipel westlich der Antarktischen Halbinsel. Sie liegt nördlich des Balija Point und südlich des Leshko Point.
Britische Wissenschaftler kartierten sie 1978. Die bulgarische Kommission für Antarktische Geographische Namen benannte sie 2013 nach der thrakischen Siedlung Beripara im Norden Bulgariens.